# Shinji Otsuka
Shinji Otsuka (大塚 真司, Ôtsuka Shinji) est un footballeur japonais né le 29 décembre 1975 reconverti entraîneur.

## Équipe nationale
- Équipe du Japon de football des moins de 20 ans
  - Participation à la Coupe du monde de football des moins de 20 ans : 1995